# ناسوده نرم‌کامی واک‌دار
همخوان ناسودهٔ نرمکامی واکدار (به انگلیسی: Voiced Velar Approximant) گونه‌ای آوای همخوانی است که در برخی از زبان‌های گفتاری به کار گرفته می‌شود. نماد این همخوان در الفبای آوانگاری بین‌المللی /ɰ/ است.
همخوان ناسودهٔ نرمکامی واکدار می‌تواند در بسیاری از موارد همتای نیم‌واکه‌ایِ واکهٔ پسینِ بستهٔ گردنشدهٔ [ɯ] به حساب آید. هردو نماد ⟨ɰ⟩ و ⟨ɯ̯⟩ برای نمایش آوایی یکسان در سامانه‌های ترانوشت مختلف به کار گرفته می‌شوند.